# Otto Degener
Otto Degener (East Orange (New Jersey), 13 mei 1899 – Honolulu (Hawaï), 16 januari 1988) was een Amerikaanse botanicus en natuurbeschermer. Hij was gespecialiseerd in de flora van de eilanden in het zuiden van de Grote Oceaan en met name die van Hawaï.
Hij studeerde botanie aan de Universiy of Hawaii waar hij in 1922 zijn M.A. behaalde. Hetzelfde jaar behaalde hij een Ph.D. aan de Columbia University. Van 1925 tot 1927 doceerde hij botanie aan de University of Hawaii. In 1929 werd hij benoemd tot de eerste natuuronderzoeker van het Hawaii National Park. In 1935 werd hij benoemd tot medewerker in de Hawaïaanse botanie bij de New York Botanical Garden, waaraan hij tot aan zijn dood in 1988 verbonden was.
In 1932 publiceerde Degener het eerste deel van Flora Hawaiiensis. Dit was het eerste overzicht van Hawaïaanse planten sinds een publicatie van Wilhelm Hillebrand uit 1888. Gedurende zijn leven verzamelde Degener meer dan 36.000 verschillende plantensoorten en beschermde hij zo'n negenhonderd bedreigde plantensoorten. Zijn herbariumspecimens werden opgenomen in het herbarium van de New York Botanical Garden, waar ze vandaag de dag nog steeds te bewonderen zijn.
In 1942 ontdekte hij op Fiji een onbekende boom, Degeneria vitiensis. Het geslacht Degeneria werd naar hem vernoemd. Ook de soort Penstemon degeneri werd naar hem vernoemd. Hij was de eerste verzamelaar van deze zeldzame, in Colorado endemische plant.
In 1952 ontmoette hij op zijn reis in Berlijn de 25 jaar jongere vrouw met wie hij later zou trouwen, botanica Isa Degener. Gezamenlijk publiceerden ze tien boeken en meer dan vierhonderd wetenschappelijke artikelen.
Otto Degener was (mede)auteur van meer dan 250 botanische namen, waaronder Passiflora edulis f. flavicarpa en Kokia cookei